# Éld túl az éjjelt!
Az Éld túl az éjjelt! (korábbi cím: The Long Night, eredeti cím: Survive the Night) 2020-ban bemutatott amerikai akció-thriller, melynek rendezője Matt Eskandari, forgatókönyvírója Doug Wolfe. A főszerepet Bruce Willis, Chad Michael Murray és Shea Buckner játssza. A filmet az Amerikai Egyesült Államokban 2020. május 22-én mutatták be, Magyarországon DVD-n jelent meg szinkronizálva 2021 májusában.

## Rövid történet
Egy bűnöző testvérpár egy kudarcba fulladt rablást követően egy vidéki család otthonában keres menedéket. A túszul ejtett család tagjai, Rich Clark és egykor seriffként dolgozó apja, Frank Clark felveszik ellenük a harcot.

## Szereplők
| Szerep           | Színész             | Magyar hang     |
| ---------------- | ------------------- | --------------- |
| Rich Clark       | Chad Michael Murray | Schmied Zoltán  |
| Frank Clark      | Bruce Willis        | Sörös Sándor    |
| Jamie Granger    | Shea Buckner        | Simon Kornél    |
| Matthias Granger | Tyler Jon Olson     | Makranczi Zalán |
| Jan Clark        | Lydia Hull          | Major Melinda   |
| Riley Clark      | Riley Wolfe Rach    | Csifó Dorina    |
| Rachel Clark     | Jessica Abrams      | Vándor Éva      |
| Nő a boltban     | Sara Lynn Holbrook  |                 |
| Clerk            | Jef Holbrook        |                 |

## A film készítése
A film forgatása összesen 10 napig tartott a Georgia állambeli Culumbusban.

## Fogadtatás

### Kritikai visszhang
A Rotten Tomatoes weboldalon a film 14 értékelés alapján 14%-os, átlagosan az átlagértéke 3.80 / 10. A Metacritic oldalán 26%-os a 100-ból, négy kritikus által.

### Díjak és jelölések
| Díj             | Kategória                        | Részes(ek)                                                                 | Eredmény | Hivatkozás |
| --------------- | -------------------------------- | -------------------------------------------------------------------------- | -------- | ---------- |
| Arany Málna-díj | legrosszabb férfi mellékszereplő | Bruce Willis (Az utolsó űrhajó és a Kódolt kockázat című filmekkel együtt) | Jelölve  | [ 12 ]     |

## Fordítás
- Ez a szócikk részben vagy egészben  a   Survive the Night című angol Wikipédia-szócikk fordításán alapul.  Az eredeti cikk szerkesztőit annak laptörténete sorolja fel. Ez a jelzés csupán a megfogalmazás eredetét és a szerzői jogokat jelzi, nem szolgál a cikkben szereplő információk forrásmegjelöléseként.